# Famille de Vos de Cauwenberghe
Pour les articles homonymes, voir Vos.
Ne pas confondre avec la famille de Vos de Hamme.
La famille de Vos de Cauwenberghe est une ancienne famille belge, implantée à Bruxelles et élevée au titre de baron d'Empire en la personne du baron Louis Devos, maire de Bruxelles en 1804.

## Origine
Les premières traces généalogiques certaines font remonter la famille au XVe siècle, mais il est probable que l'apparition des premiers lignages corresponde plutôt au début du XIVe siècle.
Ses prétentions nobiliaires l'amenèrent à prendre comme origine supposée la descendance des seigneurs de Vos de Pollaer, en la personne d'Adrien de Vos, seigneur d'Herlebout et de Marguerite d'Escornaix, malgré le fait que la naissance de François de Vos en 1525 soit incompatible avec la mort de Marguerite de Vos en 1498 et d'Adrien de Vos en 1515.
Les descendants de François de Vos s'engagent dans des carrières militaires au service de la France, puis s'implantent à Bruxelles où ils participent au pouvoir exécutif.

## Baron d'Empire
Le baron Louis-François-Joseph de Vos de Cauwenberghe usuellement nommé Louis Devos (Bruxelles, 1757-1830) est le fils de Pierre-Dominique-Joseph de Vos et de son épouse Pétronille-Thérèse van Droogenbroeck.
Il commence comme archer de la Garde noble, puis devient échevin de Bruxelles et maire en 1804. C'est en occupant ces fonctions qu'il rencontre l'empereur Napoléon Ier qui l'élève au rang de baron d'Empire. Après la chute de l'Empire, et l'avènement du royaume des Pays-Bas, son titre est remis en question, mais Guillaume Ier le nomme chevalier de l'ordre du Lion Belgique. Il meurt sans héritier le 31 décembre 1830.

## Filiation
La descendance du couple François de Vos et Alexandrine Thomassin est connue par les travaux de l'historien belge Félix-Victor Goethals.
- François de Vos épouse Alexandrine Thomassin.
  - Louis-Auguste de Vos, conseiller du roi de France. Il épouse Anne-Louise Grusset.
    - Alexandre-Louis de Vos ( -1650), capitaine au service de la France puis de l'électeur de Trèves. Il épouse Joséphine-Marie Marci en 1615 à Trèves.
      - Pierre-Joseph de Vos ( -1690), lieutenant de l'armée de l'électeur de Trèves, bailli à Avesnes. Il épouse Marie-Jacqueline Liser.
        - Guillaume de Vos, capitaine au régiment d'Auvergne. Il épouse Marie-Françoise Botteman le 2 juin 1692 à Armentières.
          - Jean-Baptiste de Vos (1687- ), capitaine au régiment de Prié. Il épouse Marie-Dominique Moniez le 28 février 1713 à Tournai.
            - Pierre-Dominique de Vos (1716 à Tournai- ), bailli des seigneuries de Celles et de Gendron, adjudant du comte de Beaufort en 1748, archer dit « noble garde » de Bruxelles en 1751. Il épouse Pétronille-Thérèse van Droogenbroeck, à Bruxelles le 18 avril 1716.
              - Louis-François-Joseph de Vos de Cauwenberghe (1757-1830), bourgmestre de Bruxelles et échevin de cette ville, baron d'Empire et chevalier de l'ordre du Lion Belgique.
              - Barbe-Albertine-Josephe de Vos de Cauwenberghe (1759-1804). Le 4 juin 1792, elle épouse Albert-Ive-Joseph Falligan d'Hourdellies, seigneur d'Hourdellies, lieutenant des grenadiers au régiment de Murray.

## Pour approfondir